# Papozze
Papozze es una comuna de 1.718 habitantes de la provincia de Rovigo.

## Administración
- Alcalde:Diego Guolo
- Fecha de asunción:08/06/2009
- Partido:Centro izquierda
- Teléfono de la comuna: 0426 44230
- Email:papozze@comune.papozze.ro.it

## Evolución demográfica
| Gráfica de evolución demográfica de Papozze entre 1861 y 2001 |
|                                                               |
| Fuente ISTAT - Gráfica elaborada por Wikipedia                |

## Ferias y fiestas
- Aldea local: 5 de agosto, Nuestra Señora de las Nieves,[3]
- Panarella: segundo domingo de agosto, Patrono Luigi Gonzaga
- Papozze: 15 de agosto bendición de las aguas del río Po en el puerto.
- Papozze: 24 de agosto, fiesta del Patrono Bartolomé el Apóstol
- Papozze: 4 de noviembre fiesta del patrono de San Carlos Borromeo